# Cesár Sampson

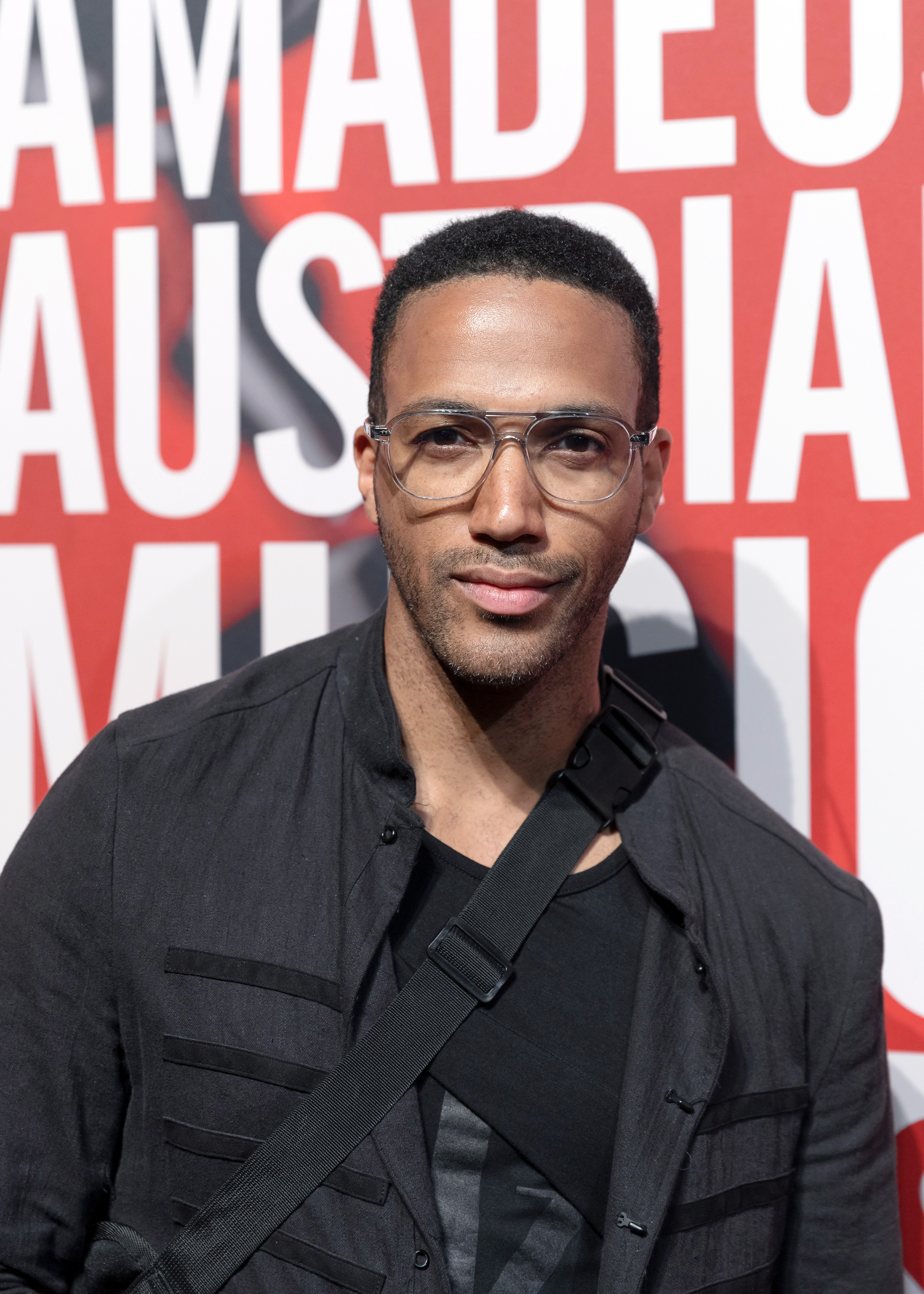
Cesár Sampson (2019)

Cesár Sampson (* 18. August 1983 in Linz) ist ein österreichischer Sänger und Musiker. Er vertrat Österreich beim Eurovision Song Contest 2018 in Lissabon und erreichte den dritten Platz.

## Leben

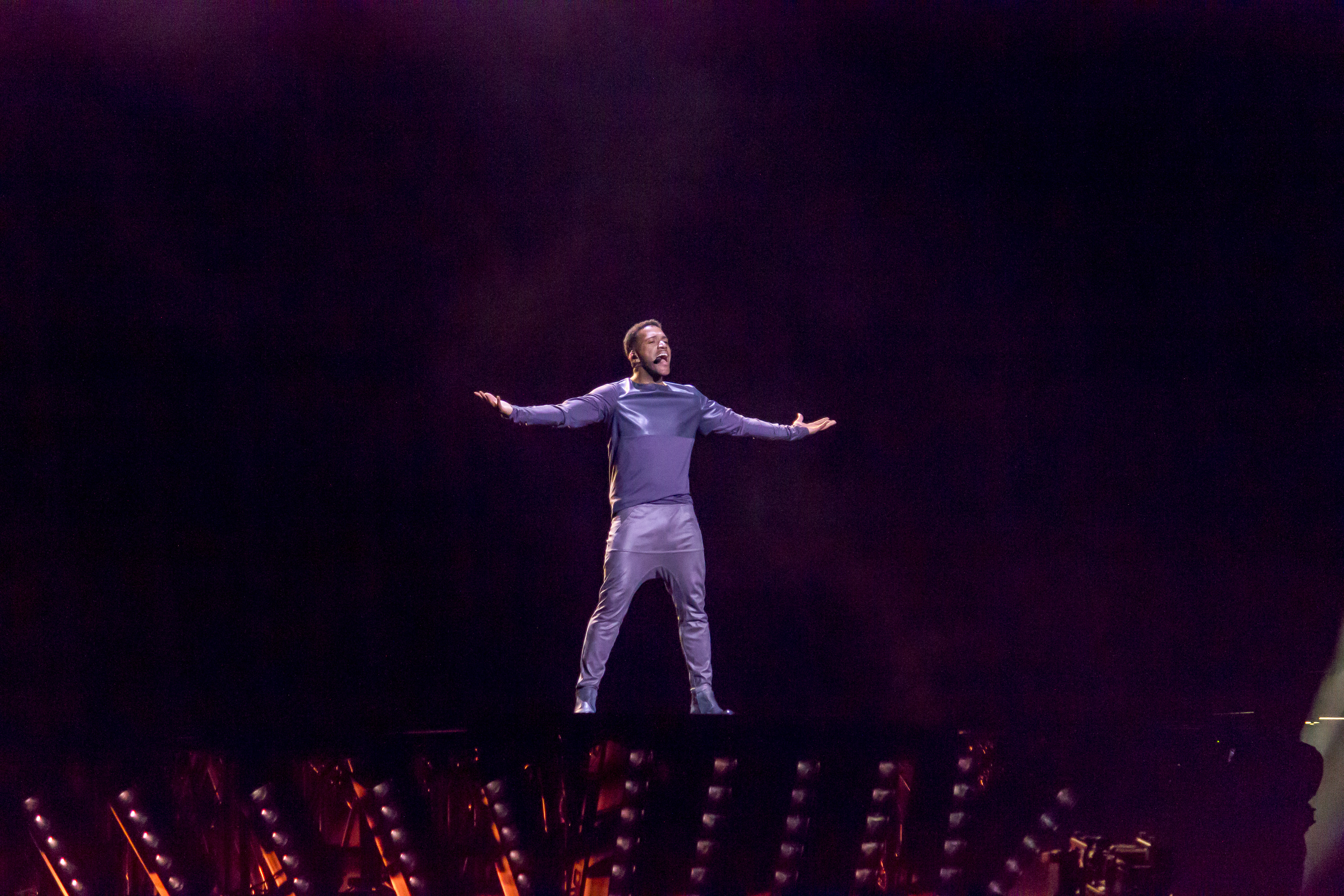
Cesár Sampson beim ESC 2018

Seine Mutter Kathy Sampson sang in den 1990er Jahren A Good Friend, das Titellied der bekannten Krimiserie Kommissar Rex. Er ist der Neffe der Sängerin Helen „Pepsi“ DeMacque-Crockett des aus den Achtzigern bekannten Duos Pepsi & Shirlie. Er selbst stand als Kind in einem Musikvideo von La Toya Jackson vor der Kamera. Im Alter von 17 Jahren ging Sampson im Jahr 2000 mit Kruder und Dorfmeister als Gastsänger auf Tour, auch bei den Sofa Surfers war er als Sessionmusiker tätig.
Sampson arbeitete jahrelang als Sozialarbeiter. Außerdem ist er seit Jahren im Musikbusiness als Produzent tätig, unter anderem mit dem Produzentenkollektiv Symphonix International.
Am 5. Dezember 2017 gab der ORF bekannt, dass Sampson Österreich beim Eurovision Song Contest 2018 in Lissabon vertreten wird. Das Lied wurde jedoch erst am 8. März 2018 präsentiert. Sampson stand in den beiden vorherigen Jahren für Bulgarien als Backgroundsänger auf der Bühne. Im 1. Semifinale des Eurovision Song Contest, das am 8. Mai 2018 stattfand, qualifizierte sich Sampson für das Finale des Musikwettbewerbs am 12. Mai 2018. Dort belegte er den dritten Platz für Österreich, in der Jury-Wertung sogar Platz 1.
2020 nahm er, gemeinsam mit Cornelia Kreuter, an der ORF-Show Dancing Stars teil, wo das Paar im Finale den 2. Platz erreichte.
Am 15. März 2021 wurde Cesár Sampson als Frechdachs bei The Masked Singer Austria enttarnt.
2022 spielte er den Grafen Dracula im gleichnamigen Musical im Sipario Wien.
Cesár Sampson ist seit Januar 2023 mit dem slowakischen Model und der „Miss Slovakia“ des Jahres 2019, Frederika Kurtulíková, verheiratet.

## Diskografie

### Singles
- 2018: Nobody But You (geschrieben von Sampson und Sebastian Arman. Produziert von Sampson, Arman und Symphonix International)[11]
- 2019: Stone Cold
- 2019: Where You Are
- 2020: Lazy Suit

## Filmografie
- 2024: Die Heinzels – Neue Mützen, neue Mission (Stimme)